# Jacek Dubiński
Jacek Dubiński (ur. 8 stycznia 1962 w Warszawie) – polski ekonomista i urzędnik państwowy, w latach 2007–2008 i w 2016 prezes Kasy Rolniczego Ubezpieczenia Społecznego, w latach 2006–2007 wiceprezes KRUS.

## Życiorys
Absolwent Wydziału Nauk Ekonomicznych Uniwersytetu Warszawskiego. Od 1990 do 1994 pracował w Ministerstwie Finansów, po czym do 1997 był doradcą ministra w Urzędzie Rady Ministrów. W 1999 krótko zatrudniony jako główny specjalista finansowy w Daewoo. Od 1997 do 2001 kierował Biurem Administracyjno-Budżetowym w Urzędzie Komitetu Integracji Europejskiej. Piastował potem funkcję dyrektora zarządu w Funduszu Składkowym Ubezpieczenia Społecznego, a od 2003 do 2006 kierował Departamentem Organizacyjno-Gospodarczym w Agencji Restrukturyzacji i Modernizacji Rolnictwa.
Od 7 sierpnia 2006 do 3 marca 2007 sprawował funkcję wiceprezesa KRUS. Dwukrotnie był następnie jego prezesem: od 3 marca 2007 do 23 stycznia 2008 i od 14 stycznia do 4 sierpnia 2016.